# Мосьпан Віталій Олексійович
Віта́лій Олексі́йович Мо́сьпан (7 серпня 1976, м. Кам'янське, Дніпропетровська область, Українська РСР — 19 червня 2014, смт Ямпіль, Лиманський район, Донецька область, Україна) — український військовик, десантник, молодший сержант Збройних сил України. Загинув під час російсько-української війни.

## Життєпис
Народився 1976 року в місті Кам'янське (на той час — Дніпродзержинськ). Навчався в загальноосвітній школі № 42. 1995 року закінчив Дніпродзержинський індустріальний коледж за фахом техніка-механіка. Свого часу служив у десантних військах.
У зв'язку з російською збройною агресією проти України в березні 2014 мобілізований на захист Батьківщини, брав участь в антитерористичній операції в районі Слов'янська та Лиману.
Стрілець — помічник гранатометника 25-ї окремої Дніпропетровської повітрянодесантної бригади ВДВ, військова частина А1126, смт Гвардійське.
19 червня о 4:00 почалась військова операція, метою якої було висування в глибину території, знищення укріплень бойовиків в районі смт Ямпіль та звільнення населених пунктів. З Красного Лиману вирушили підрозділи десантників, яким було поставлене завдання взяти штурмом укріплений блокпост «Марс» російсько-терористичних угруповань, провести «зачистку» в передмісті Ямполя, захопити та утримувати ключові точки, зокрема міст через Сіверський Донець. На світанку сили зведеного штурмового загону десантників вийшли виконувати завдання за підтримки артилерії. Перший штурм був невдалим, — десантники потрапили у засідку. Було підірвано на керованому фугасі машину управління «Реостат», командир батареї дістав поранення у шию, двоє бійців загинули. У підбитому з гранатомету КамАЗі зенітників загинув начштабу дивізіону Андрій Клочко і ще один десантник. Було втрачено дві БМД-1. Молодший сержант Мосьпан з броні БМД вів вогонь з ПКМ, — не спішився, бо за тиждень на марші при виході зі Слов'янська травмував ногу та зламав великий палець, але відмовився їхати до шпиталю, хоча було важко ходити і за добу палець розпух. Біля БМД вибухнула міна і уламок влучив Віталію у голову, він загинув миттєво. Після півторагодинного бою довелось відступити. На допомогу вилетіла пара Су-25. Перегрупувавшись, поповнивши боєкомплект, десантники знову пішли на штурм. Спільними зусиллями, блокпост був взятий. У бою загинули шість бійців 25-ї бригади: капітан Андрій Клочко, старший прапорщик Юрій Голополосов, прапорщик Микола Люшенко, старший сержант Максим Коваль, молодший сержант Віталій Мосьпан і солдат медроти Андрій Литвиненко, а також двоє десантників 95-ї бригади капітан Олексій Крементар і старший солдат Олексій Шевченко.
Звільнення населених пунктів Лиманського району (на той час — Краснолиманський район) і взяття під контроль мосту дозволило перекрити останній шлях постачання зброї та боєприпасів до угруповання російського терориста Гіркіна («Стрєлка») у Слов'янськ.
Похований у м. Кам'янське на Алеї Слави кладовища Соцміста.
Залишилися батько Мосьпан Олексій Григорович, дружина Вікторія та двоє дітей, син і донька — 2013 р. н.

## Нагороди
- Орден «За мужність» III ступеня — за особисту мужність і героїзм, виявлені у захисті державного суверенітету та територіальної цілісності України (15.07.2014, посмертно)[7].
- Пам'ятний знак «За воїнську доблесть» (05.05.2014).
- Пам'ятна відзнака міського голови Нагрудний знак «Захисник України» (11.10.2016, посмертно).

## Вшанування пам'яті
19 червня 2016 на перехресті доріг смт Ямпіль — с. Озерне (колишня Іллічівка) — с. Закітне відкрито пам'ятний знак загиблим українським воїнам — визволителям населених пунктів Лиманщини від російсько-терористичних збройних формувань. Серед них імена шістьох полеглих десантників 25-ї бригади.
24 березня 2017 в м. Кам'янське на фасаді будівлі СЗШ № 42 відкрито меморіальну дошку на честь випускника школи Віталія Мосьпана.